# The Killer Bride
The Killer Bride est une telenovela philippine diffusée entre le 12 août 2019 et le 17 janvier 2020 sur le réseau ABS-CBN,,.

## Synopsis
Las Espadas est une ville superstitieuse hantée depuis des années par le fantôme de The Killer Bride. La plupart des résidents racontent avoir rencontré Camila Dela Torre, la femme de 1999 qui, juste avant le jour de son mariage, avait été "tuée" et avait été retrouvée par son fiancé dans une robe de mariée et un voile ensanglantés. Dans son procès pour meurtre, Camila demande à la cour qu'elle est accusée à tort, mais sa propre famille riche et son fiancé Vito dela Cuesta, qui témoigne contre elle, finissent par l'éviter. Après avoir donné naissance à une belle petite fille en prison, un incendie soudain englobe tout le bâtiment de la prison. Pleure, désespérée et incapable de localiser sa fille nouveau-née, ses derniers mots sont une vengeance absolue contre toutes les personnes qui l'ont faussement accusée, le tout pendant que son corps brûlait sous les flammes.
18 ans passent et la légende urbaine se fond dans la réalité alors qu'un groupe d'adolescents dirigé par Elias Sanchez raconte à nouveau l'histoire de Camila. Ils prétendent que de façon amusante, le jour de l'éclipse de lune de sang, le fantôme de Camila possédera un nouveau corps et lancera son vœu de vengeance. Comme si elle accomplissait la prophétie, une fille de nulle part, Emma Bonaobra s’installe dans la ville. S'engageant comme cosmétologue mortuaire dans la ville, on lui raconte l'histoire de The Killer Bride mais elle n'y croit pas. Et voilà qu'Emma se réveille possédée, gatecrashant la grande fête de sa famille affirmant qu'elle est la défunte Camila, The Killer Bride. La ville entière commence à remettre en question ses motivations. S'agit-il d'une chronique obsédante reliant les familles rivales Dela Torre à Dela Cuesta qui se sont battues pour la terre et pour la politique - ou s'agit-il simplement d'un récit de The Killer Bride destiné à maudire la ville?

## Distribution

### Acteurs principaux
- Joshua Garcia : Elias Sanchez
- Janella Salvador : Emma Bonaobra
- Geoff Eigenmann : Vito Dela Cuesta
- Maja Salvador : Camila Dela Torre / Alba Almeida

### Acteurs secondaires
- Malou de Guzman : Marichu "Manay Ichu" Sagrado
- Lara Quigaman : Alice Dela Torre
- Cris Villanueva : Luciano Dela Torre
- James Blanco : Juan Felipe Dela Torre
- Jobelle Salvador : Antonia Dela Cuesta
- Aurora Sevilla : Guada Dela Torre
- Viveika Ravanes : Ornusa
- Ariella Arida : Tatiana Dela Torre
- Mara Lopez : Agnes Sagrado
- Sam Concepcion : Luis Dela Torre
- Alexa Ilacad : Luna Dela Cuesta
- Neil Coleta : Intoy
- Pepe Herrera : Iking
- Pamu Pamorada : Tsoknat
- Keanna Reeves : Ingrid
- Loren Burgos : Tessa Dela Cuesta
- Eric Nicolas : Aran
- Vivoree Esclito : Mildred
- CK Keiron : Mario
- Soliman Cruz : Andres Sagrado
- Melizza Jimenez : Sonya
- Miko Raval : Fabio Serrano